# Karel Berka
Karel Berka (4. května 1923 Břeclav – 24. listopadu 2004) byl český logik.

## Život
Narodil se v rodině středoškolského profesora matematiky a fyziky. Navštěvoval gymnázium v Brně; školní docházka byla přerušena internací v různých koncentračních táborech (Lípa, ghetto Terezín, Wulkow). Od r. 1948 do r. 1951 studoval Berka na filozofické fakultě Masarykovy univerzity angličtinu a filozofii a v r. 1952 obdržel akademický titul PhDr. za práci Gramatika a logika. V letech 1951–1955 pracoval jako učitel v okresu Jablonec nad Nisou; od r. 1955 působil na filozofické fakultě Karlovy univerzity v Praze a v r. 1957 mu byla udělena vědecká hodnost kandidát věd (CSc.). Poté se v roce 1963 habilitoval na filozofické fakultě prací Studie aristotelovské logiky a v r. 1965 byl jmenován docentem logiky. Od r. 1962 do r. 1963 pracoval na Humboldtově univerzitě v Berlíně, v letním semestru 1967 až 1968 jako hostující docent na Univerzitě v Lipsku a v r. 1969 jako hostující profesor na Pensylvánské státní univerzitě. Od r. 1968 do r. 1991 vedl vědecké oddělení ČSAV v kategorii Teorie a metodologie vědy. V r. 1981 získal vědeckou hodnost doktor věd (DrSc.), koncem roku 1988 byl zvolen členem-korespondentem ČSAV a počátkem roku 1989 byl jmenován profesorem logiky.

## Vědecká práce
Věnoval se o různým problémům logiky, její metodologie, filozofie a vědecké teorie. Přitom jej především zajímaly dějiny logiky počínaje Aristotelem, antická výroková logika, výklad logiky a filozofie Bernarda Bolzana a rozvoj moderní logiky v základních pracích Gottloba Fregeho, Bertranda Russella, Ludwiga Wittgensteina.

## Dílo
Řada jeho publikací byla s velkým úspěchem uveřejněna v zahraničí. Vedle toho řídil Berka každoroční bulletin Teorie a metoda (později přejmenován na Teorie vědy / Theory of Science) a byl členem různých redakčních rad doma i v zahraničí. Rozsáhlé jsou také jeho překlady z kybernetiky, logiky a filozofie vědy.

### Spolupráce s časopisy
- Filozofie česká
- Československá informatika
- The Problems of Science of Science
- Poznan Studies in the Philosophy of Science and Humanities

### Překlady
- W. Ross Ashby
- Norbert Wiener
- Stafford Beer
- Bertrand Russell
- Rudolf Carnap
- Stephan Körner
- Ernst Cassirer

### Odborné publikace
- O vzniku logiky, 1959
- K dějinám výrokové logiky v antice, 1959
- Co je logika (spoluautor Miroslav Mleziva),1962
- Aristoteles, 1966
- Škály měření, 1972, angl. 1982
- Teorie očekávaného užitku, 1974
- Měření: Pojmy, teorie, problémy, 1977, angl. 1983, rus. 1987
- Využití logiky v propagandistické praxi, 1978
- Logika (spoluautor Miroslav Jauris), 1978
- Co víte o moderní logice (spoluautoři Vladimír Čechák, Ivo Zapletal), 1981
- Bernard Bolzano, 1981
- Logika a metodologie pro žurnalisty (spoluautor Jarmila Rybová), 1988
- Stručné dějiny logiky, 1994

### Sborníky
- Teorie tříd. In Moderní logika, 1958
- Pragmatismus. In Současná západní filosofie, 1958
- Existence in modern logic. In: Essays in metaphysics. Edited by Vaught Carl G. University Park: Pennsylvania University Press 1970. S. 157–174
- Was there an Eleatic Background to Pre-Euclidean Mathematics? In Theory Change, Ancient Axiomatics and Galileo’s Methodology. J. Hintikka et al. Dordrecht 1981
- The Ideal of Mathematization in B. Bolzano. In Nature Mathematized, Dordrecht 1982, s. 291– 298
- La syllogistique aristotélicienne, reconstruction historico-logique. In Penser avec Aristote, Toulouse 1991
- Are there Objective Grounds for Measurement Processes? In Philosophical and Foundational Issues im Measurement Theory, London 1992
- Rational and Nonrational Elements. In the History of Science, Philosophy and the Scientific Community, Dordrecht 1995
- Measurement. In Design: its Scope and Limits, Measurement and Design, Delft 1995

### Komentáře k českým překladům
- Aristoteles: 1958–78
- Galenos. In Úvod do logiky, 1958
- B. Russell: Logika, jazyk a věda, 1967
- B. Russell: Zkoumání o smyslu a pravdivosti, 1975
- B. Bolzano: Vědosloví, 1981
- B. Russell: Logika, věda, filosofie, společnost, 1993
- R. M. Hare, H. Barnes, H. Chadwick. In Zakladatelé myšlení, 1994.

### Práce vydané v němčině
- Logik-Texte. (Spoluautor Lothar Kreiser), Berlin 1972, 1986, Darmstadt 1982
- Zur aristotelischen Lehre von deduktiven Aufbau der Wissenschaft, Aristoteles als Wissenschaftstheoretiker. Berlin 1983
- Bolzano’s Lehre vom natürlichen Schliessen in Bolzano’s Wissenschaftslehre 1837–1987. 1992
- Zur Problematik der peripathetischen Schlüsse „kat’analogian“. Deutsche Zeitschrift für Philosophie (DZPh). 1958
- Über einige Probleme der Interpretation der aristotelischen Kategorienlehre in Studia antiqua. (Budapest) 1960
- Über den Gegenstand von formalen Logik und Methodologie. DZPh 1965
- Logik und „Ontologie“. DZPh 1967
- Lambert’s Beitrag zur Messtheorie. Organon (Warszawa) 1973
- Bemerkungen zu Bolzanos Wahrscheinlichkeitslogik. DZPh 1981

### Práce vydané v ruštině
- Берка, Карел. Измерения. Понятия, теории, проблемы = Měření. Pojmy, teorie, problémy: překl. z čes. / Karel Berka; překl. К. Н. Иванов ; doslov Б. В. Бирюков, В. И. Михеев; red. Б. В. Бирюков . – Moskva: А/О Издат. группа "Прогресс", 1987. – 320 s.: тв. – Přetištěné vyd.: Praha, 1977. – Bibliogr.: s. 268–274. – Jmen. a předm. rejst.: s. 306–319.
- Берка, Карел. Функция глагола "быть" с точки зрения современной формальной логики / Карел Берка // Логико-грамматические очерки : сборник / Ред. Л. Б. Баженов, А. И. Уёмов, В. Г. Фабер. – М. : Высшая школа, 1961. – S. 160–180.

## Vyznamenání
- 1978 Stříbrná Plaketa F. Palackého za zásluhy ve společenských vědách
- 1983 Zlatá Plaketa F. Palackého za zásluhy ve společenských vědách